# Metal Box
Metal Box – drugi album Post punkowego zespołu Public Image Limited, wydany w 1979 roku. Reedycja nazwana Second Edition wyszła w 1980 roku.
W 2003 album został sklasyfikowany na 469. miejscu listy 500 albumów wszech czasów magazynu Rolling Stone. Płyta znalazła się na 19. miejscu listy najlepszych albumów lat. 80 według Pitchfork Media.

## Wydanie
Oryginalne opakowanie znajdowało się w okrągłym, metalowym pudełku na rolki filmowe (ang. Metal Box). W środku znajdowały się trzy 12-calowe płyty winylowe oraz lista utworów. Druga edycja, wydana w 1980 roku zawierała już dwie płyty z utworami w zmienionej kolejności. W przeciwieństwie do pierwszego wydania, album nie składał się już z 6, ale z 4 stron. Metalowe opakowanie płyty zostało potem wykorzystane przez zespół Big Black i Prince’a.

## Muzyka
W przeciwieństwie do prostej, punkowej muzyki pierwszego zespołu Lydona, Metal Box kierowało się w stronę eksperymentalnego rocka. Muzyka na albumie ma posępny charakter, a dźwięki krautrocka mieszają się hałasem i dubowym basem Jah Wobble’a. Album jest jeszcze bardziej eksperymentalny od First Issue. Swój „metaliczny” dźwięk gitary Keitha Levine’a zawdzięczają temu, że wykonano je z aluminium. W odniesieniu do muzyki NME użyło określenia „pierwsza grupa post-rockowa” dla Public Image Limited.

## Lista utworów
Teksty i muzyka napisane przez Johna Lydona, Keitha Levine’a i Jah Wobble.

### Metal Box

#### Strona pierwsza
1. "Albatross" - 10:32

#### Strona druga
1. "Memories" - 5:05
2. "Swan Lake" - 4:19

#### Strona trzecia
1. "Poptones" - 7:45
2. "Careering" - 4:32

#### Strona czwarta
1. "No Birds" - 4:43
2. "Graveyard" - 3:07

#### Strona piąta
1. "The Suit" - 3:29
2. "Bad Baby" - 4:30

#### Strona szósta
1. "Socialist" / "Chant"/"Radio 4" - 12:31

### Second Edition

#### Strona pierwsza
1. "Albatross" - 10:34
2. "Memories" - 5:05

#### Strona druga
1. "Swan Lake" - 4:11
2. "Poptones" - 7:46
3. "Careering" - 4:32

#### Strona trzecia
1. "Socialist" - 3:09
2. "Graveyard" - 3:07
3. "The Suit" - 3:29

#### Strona czwarta
1. "Bad Baby" - 4:30
2. "No Birds" - 4:41
3. "Chant" - 5:01
4. "Radio 4" - 4:24

- Utwór "Swan Lake" wydany na singlu nosił nazwę "Death Disco".
- "No Birds" występuje czasem jako "No Birds Do Sing".
- "Graveyard" to instrumentalna wersja "Another", strony B singla "Memories".

## Personel
- John Lydon – wokale
- Keith Levene – gitara, syntezator, perkusja w utworach 4 i 12
- Jah Wobble – gitara basowa, perkusja w utworach 5 i 8
- David Humphrey – perkusja w utworach 1 i 3
- Richard Dudanski – bębny w utworach 2, 6, 7, 10, 11
- Martin Atkins - bębny w utworze 9

Levene zagrał na wszystkich instrumentach w "Radio 4".

## Notowania
- UK Albums Chart: 18[8]